# Tipula arnoldii
Tipula arnoldii är en tvåvingeart som beskrevs av Evgenyi Nikolayevich Savchenko 1957. Tipula arnoldii ingår i släktet Tipula och familjen storharkrankar. Inga underarter finns listade i Catalogue of Life.